# Kurentzovia
Kurentzovia is een geslacht van vlinders van de familie van de zakjesdragers (Psychidae). De wetenschappelijke naam van dit geslacht is voor het eerst voorgesteld door Viktor Pavlovitsj Soljanikov in een publicatie uit 2001. 
Dit geslacht is monotypisch, dat wil zeggen dat het maar één soort heeft namelijk Kurentzovia aragacella Solyanikov, 2001, die in Armenië voorkomt.